# گربه نیان

گربه نیان

گربه نیان (به انگلیسی: Nyan Cat) یک ویدئو یوتیوب بارگذاری شده در آوریل سال ۲۰۱۱ می‌باشد که به یک میم اینترنتی تبدیل شد. در این ویدئو یک عکس متحرک از یک گربه کارتونی با پاپ تارت چسبیده به تنه‌اش که در فضا پرواز می‌کند و به‌دنبال خود یک رنگین‌کمان می‌کشد و در این حین یک ترانه پاپ ژاپنی در پس‌زمینه پخش می‌شود. این ویدئو دارای رتبه شماره پنج در فهرست پربازدیدترین ویدئوهای یوتیوب در سال ۲۰۱۱ می‌باشد.

## ریشه

### گیف متحرک
در ۲ آوریل سال ۲۰۱۱، گیف پویانمایی شده گربه مشاهده شده در ویدئو توسط کریستوفر تورز ۲۵ ساله از دالاس، تگزاس، که از نام «prguitarman» بر روی وبگاه خود، ال‌اوال کمیکز، استفاده می‌کند، در فضای مجازی ارسال شد.

### ترانه
نسخه اصلی ترانهٔ «نیانیانیانیانیانیانیا!» از سوی کاربری تحت عنوان «دنیول» در ۲۵ ژوئیهٔ سال ۲۰۱۱ در سایت اشتراک ویدئو ژاپنی، نیکونیکو، منتشر شد.